# María Lado
María Lado Lariño (n. Brens, Cee, provincia de La Coruña, 14 de abril de 1979) es una escritora gallega.Posee una titulación en Producción Audiovisual y cursó estudios de Filología Gallega.  

## Trayectoria
María Lado comenzó a escribir en el núcleo del Batallón Literario da Costa da Morte, donde publicó sus primeros textos en tres libros colectivos:
- Nós
- Mar por medio
- Rumbo ás illas.

Ha participado en varios volúmenes colectivos y antologías poéticas, y ha colaborado también en la prensa con el periódico digital Vieiros, con la revista Dorna y con la revista portuguesa Comentário, entre otras; así como en diversas publicaciones gallegas y peninsulares. Ha realizado guiones de radio
Además de poeta, María Lado es narradora. Varios de sus relatos se pueden encontrar en revistas y en colaboraciones colectivas, como en el volumen Narradoras, editado por Xerais en el año 2000. También se dedica al teatro, realizando trabajos profesionales como actriz.
Colaboró en el disco Finais dos 70s, comezos dos 80s, de Fanny + Alexander, recitando el poema "Berlín", de su creación.
Tradujo al idioma gallego varios libros de literatura infantil, publicados por Ediciones de Cumio.
Como actriz ha participado en la obra de teatro Oeste solitario (2011), de Martin McDonagh.

## Obras
- A primera visión. 1997. Poesía. Ilustrado por María Xesús de la Torre. 27 pp. ISBN 84-922620-1-X

- dEfecto 2000. Antoloxía de poetas dos 90. 1999. Poesía. Colectiva

- Narradoras. 2000. Narrativa. Colectiva
- Casa atlántica, casa cabaret. Volumen 22 de Ablativo absoluto. 2001. Editor Grupo Anaya Comercial. 43 pp. Poesía

- Negra sombra. Intervención poética contra a marea negra. 2003. Colectiva

- Berlín 2005. Poesía. Incluida en la colección Poeta en Compostela que promueven el Concejo de Santiago de Compostela y el El Correo Gallego 37 pp. ISBN 84-8064-142-8

- Das sonorosas cordas. 2005. Poesía. Colectiva

- Genoveva (2007). Poesía. Colaboración no libro-disco colectivo Sempre mar. Cultura contra a burla negra. 2003

- Para chegar a Palmira. Feito para Tecendo o libro da memoria, documental realizado por María Reimóndez. 2007. Poesía

- Dez X dez. Volumen 10 de Colección Literaria Cabeça de Egua (Abrente): Poesía Colectiva. Autores suso Vaamonde, maría Lado Lariño, igor Lugrís, kiko Neves, artur Alonso Novelhe, juan carlos Quiroga Díaz, baldo Ramos, concha Rousia, sechu Sende, ramiro Vidal Alvarinho. Editor	Abrente, 2007, 134 pp. ISBN 84-933664-8-X

- Nove. Ediciones Fervenza. Volumen 8 de O cartafol de Vilancosta. 2008. 56 pp. ISBN 84-96368-71-8. "Premio de Poesía Avelina Valladares 2007"
- Amantes (2011, A. C. Caldeirón).

- oso, mamá, si? (2015, Xerais).
- Gramo Stendhal (2020). Apiario. 48 páxs.

Con Lucía Aldao (Aldaolado):
- Ninguén morreu de ler poesía (2020). Xerais. 112 páxs. ISBN 978-84-9121-642-1. ePub, ISBN 978-84-9121-640-7.

## Honores
- Premio de Poesía Avelina Valladares en el municipio de La Estrada no 2007, por Nove.
- Ganadora del Certame de poesía erótica Illas Sisargas no 2010, por Amantes.
- 2011: ganadora de la tercera edición del Certamen de poesía María Mariño de Teo, organizado bienalmente por la Asociación Teenses por la Igualdad de Teo, en colaboración con la librería Abraxas de Santiago y Fe Seguros de Galicia.[4]
- Premio de poesía en la I Gala do Libro Galego en 2016, por oso, mamá, si?.
- 2019: Premio María Casares al mejor texto original por Anatomía dunha serea